# Битка при Заблати
Битката при Заблати (на чешки: Záblatí), известна и като битка при Саблат, се състои на 10 юни 1619 г. като част от Чешко-пфалцкия период на Тридесетгодишната война. Това е първата голяма битка от войната и нейният край е показателен за повечето сражения до 1630 г. – тя завършва с поражение за протестантите.

## Ход на военните действия
След началото на чешкото въстание през 1618 г. протестантска армия от около 20 000 души, под командата на Ернст фон Мансфелд, се спуска на юг, завзема Пилзен и тръгва на помощ на други сили, които обсаждат Будейовице. Нейната цел е да приобщи към бунта всички части на Чехия (известна на запад под името Бохемия). В това време Фердинанд ІІ – избран вече за чешки крал и бъдещ император – изпраща армия, командвана от валонския генерал Шарл дьо Бюкоа – да ограничи доколкото може настъплението на бунтовниците. Без да е гений, Бюкоа е достатъчно опитен и дързък, за да надхитри противника си. Той го изненадва по време на път и го принуждава да се бие при неблагоприятни условия. Мансфелд (само с 3200 души) се защитава отчаяно и разпраща вестоносци за подкрепления от местното население, но напразно. Само падането на нощта го спасява от пълен разгром. След седемчасово кръвопролитие той се принуждава да се оттегли в добър ред, но след като изгубва 1500 души и целия си обоз. В ръцете на Бюкоа попадат и писма на савойския херцог Карло Емануеле I, които разкриват тайните му договорки с чехите за евентуалното му избиране за крал. Благодарение на това Фердинанд осуетява намеренията му.

## Резултат
Това сражение има голяма роля за провала на чешкото въстание и за оформяне на двата враждуващи лагера. То дава надежда на католиците, които в началото са шокирани от събитията. След него Католическата лига (създадена през 1609 г.) застава на страната на Фердинанд и събира своя собствена армия, която успешно воюва под командата на граф Тили. Чехите така и не успяват да привлекат на своя страна други части на Хабсбургската монархия. Шестнадесет месеца по-късно бунтът приключва с поражението им при Бялата планина.